# Flammende Berge

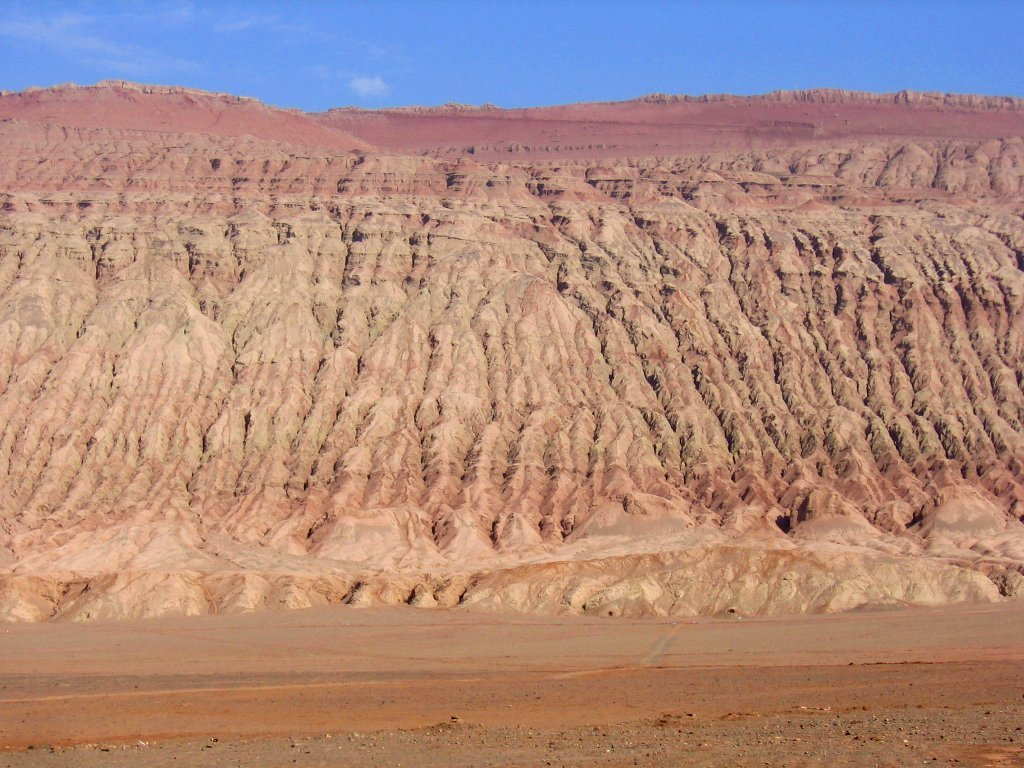
Die Flammenden Berge

Die Flammenden Berge (chinesisch 火焰山, Pinyin Huǒyàn Shān) sind dürre, erodierte rote Sandsteinhügel  des Tian-Shan-Gebirges, im Uigurischen Autonomen Gebiet Xinjiang im Nordwesten Chinas. Sie liegen östlich der Stadt Turpan, im intramontanen Turpanbecken. Die von der Erosion in den roten Sandstein geschnittenen Gräben verleihen den Hängen zu bestimmten Tageszeiten ein flammendes Aussehen und gaben damit den Bergen den Namen.
Die Berge sind 98 Kilometer lang und neun Kilometer breit, sie ziehen sich von Osten nach Westen. Die Durchschnittshöhe der Flammenden Berge beträgt 500 Meter. Das Klima ist unwirtlich; im Sommer kann es streckenweise heißer als 50 °C werden, dann findet man dort den heißesten Punkt des Landes. Eines der größten Thermometer in China – eine populäre Attraktion unter Touristen – befindet sich neben einem Berg und zeigt die aktuelle Umgebungstemperatur an.

## Seidenstraße

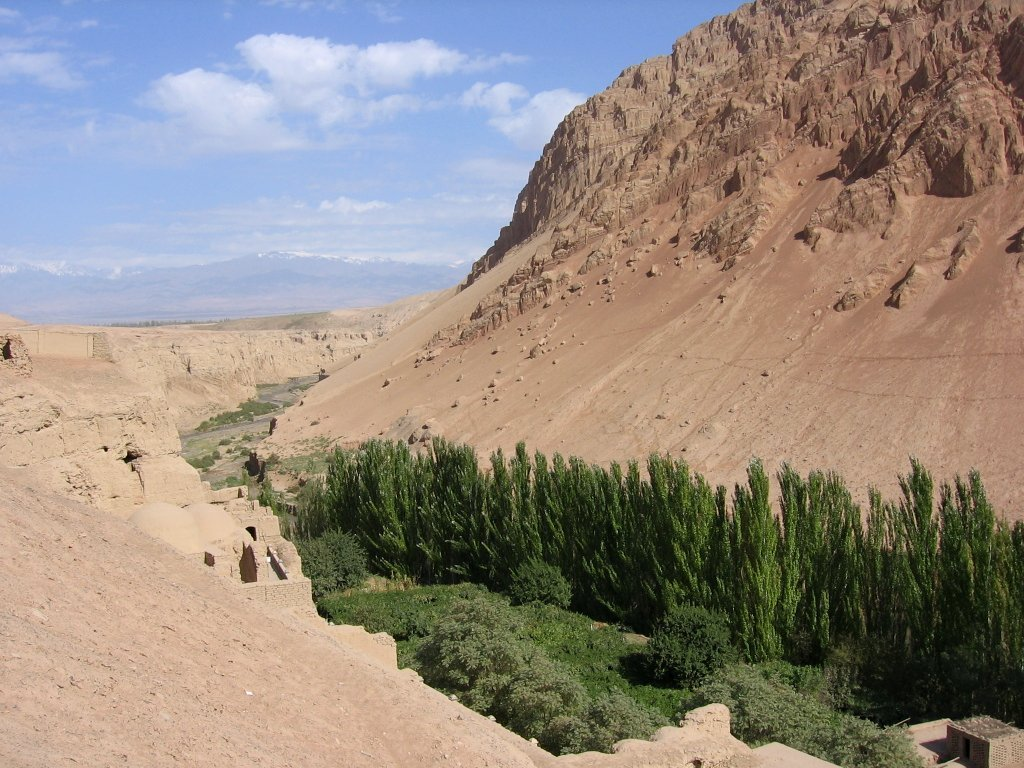
Die Tausend-Buddha-Höhlen von Bäzäklik unter den Flammenden Bergen

In vergangenen Zeiten wurde die Taklamakan-Wüste von Handelsreisenden auf der Seidenstraße gemieden, so wurden Oasenstädte wie Gaochang am Fuße der Flammenden Berge errichtet, die als Zwischen- und Bergpassstationen für reisende Händler dienten.
Buddhistische Missionare begleiteten Händler auf internationalen Handelswegen oft, und während der Blütezeit der Seidenstraße wurden buddhistische Klöster und Tempel an ihren Knotenpunkten und nahe der Bergpässe erbaut.
Die Tausend-Buddha-Höhlen von Bäzäklik, ein Komplex aus 70 buddhistischen Höheltempeln aus dem fünften bis neunten Jahrhundert, liegen in einer Schlucht unter den Klippen der Flammenden Berge in der Nähe des Passes von Gaochang. Viele der Tempel sind mit tausenden Höhlenmalereien versehen.

## Literarischer Ruhm
Die Flammenden Berge erhielten ihren Namen aufgrund eines buddhistischen Mönches, der vom König der Affen begleitet wurde. Dieser Affenkönig hatte magische Kräfte und rannte während seiner Pilgerreise nach Indien in eine Flammenwand. Diese Geschichte wird im klassischen chinesischen Roman Die Reise nach Westen erzählt.
Der Roman ist die ausgeschmückte Beschreibung der Reise des Mönches Xuanzang nach Indien im Jahr 627, die über einen Pass im Tian Shan führte, nachdem er Gaochang verließ.

## Legenden
Eine alte Han-Legende besagt, dass der König der Affen über einen Ofen klopfte und Asche auf die Stelle fallen ließ, auf der heute die Flammenden Berge stehen. Laut einer Uiguren-Legende lebte in den Bergen des Tian Shan ein Drache, der kleine Kinder fraß. Nachdem ein uighurischer Held den Drachen besiegt hatte, schnitt er ihn in acht Stücke und das Blut verwandelte sich in einen roten Berg, dessen acht Täler die Stücke des Drachen symbolisieren.